# Eranina pusilla
Eranina pusilla là một loài bọ cánh cứng trong họ Cerambycidae.